# Joaquim Tejedor i Tresserras
Joaquim Tejedor i Tresserras   (Barcelona, 9 de març de 1929 - Barcelona, 23 de setembre de 2016) va ser un futbolista català de la dècada de 1950.

## Trajectòria
Del barri de la Sagrera, començà la seva carrera a la UE Sant Andreu, on jugà tres temporades a Tercera, destacant la 1949-50, en la qual es proclamà campió de la categoria, ascendint a Segona. Avançada la temporada següent fitxà pel FC Barcelona, sense massa minuts, jugant en dues temporades cinc partits de lliga, en els quals marcà dos gols. En total guanyà cinc títols, Lliga, dues Copes, Copa Eva Duarte i Copa Llatina. Malgrat els pocs minuts, el Reial Madrid s'interessà pels seus serveis, però finalment acabà fitxant pel RCD Espanyol, on jugà durant tres temporades (1952-55), en les quals jugà 15 partits de lliga i marcà un gol. La seva millor temporada fou la 1955-56, amb el Cadis CF a Segona Divisió, on jugà 23 partits de lliga i marcà 2 gols. Finalitzada la temporada, problemes familiars li obligaren a tornar a Barcelona, abandonant el futbol professional, per jugar a Sant Andreu i Fabra i Coats.
El 3 de novembre de 2014 el Futbol Club Barcelona va fer a l'Auditori 1899 un homenatge als jugadors supervivents que van formar part de l'equip de les 'Cinc Copes', en un acte impulsat per l'Agrupació Barça Jugadors. Els membres homenatjats del llegendari equip de principis dels anys 50, juntament amb Joaquim Tejedor, van ser Jaume Peiró, Miquel Ferrer, Josep Duró i Gustau Biosca.

## Palmarès
- Lliga espanyola:
  - 1951-52
- Copa espanyola:
  - 1950-51, 1951-52
- Copa Llatina:
  - 1951-52
- Copa Eva Duarte:
  - 1951-52